# Seia Corona
La Seia Corona è una struttura geologica della superficie di Venere.